# Schweikard von Gemmingen
Schweikard von Gemmingen (* 13. Januar 1556; † 29. Januar 1617) war Hofrat in Württemberg-Mömpelgard und Schlossherr auf Schloss Presteneck.

## Leben

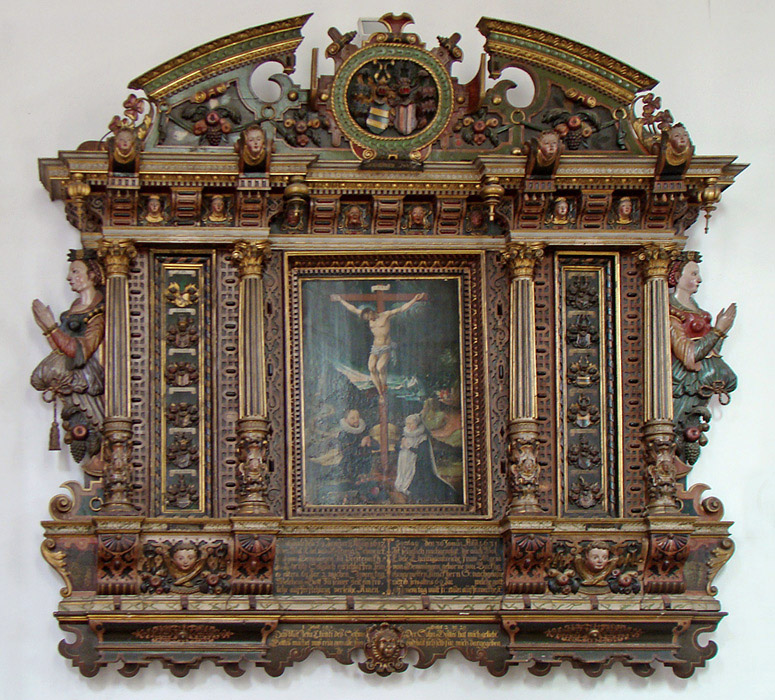
Epitaph für Schweikard von Gemmingen und seine Frau Maria von Backha in der Nikolauskirche in Neuenstadt am Kocher

Er war ein Sohn des Eberhard von Gemmingen (1527–1583) und der Maria Greck von Kochendorf († 1609). Er kam als Knabe an den nassauischen Fürstenhof, später nach Frankreich, dann an den brandenburgischen und schließlich an den württembergischen Hof. Er war Hofrat und Jägermeister bei der Regierung in Württemberg-Mömpelgard und war ein Vertrauter von Herzog Friedrich, den er auf einer Reise nach Dänemark begleitete. Später war er dessen Sohn Friedrich Achilles verbunden, der in Neuenstadt am Kocher residierte und Schweikard im nahen Presteneck besuchte.
Schweikards Vater teilte erst 1582 kurz vor seinem Tod mit seinen Brüdern den umfangreichen Besitz des 1572 verstorbenen Großvaters Eberhard auf. Schweikards Onkel Hans Walther († 1591) fiel dabei Presteneck zu, blieb jedoch kinderlos, so dass bei seiner Erbteilung 1598 Presteneck an Schweikard kam.
Die letzten 14 Jahre seines Lebens war er blind. Er hat verschiedene Stiftungen zugunsten notleidender Untertanen gemacht, darunter 300 Gulden für die Armen in Neuenstadt, 100 Gulden für die in Maienfels, 100 Gulden für die in Widdern, 100 Gulden für die in Leibenstadt und 25 Gulden für die in Stein am Kocher.
Er wurde mit seiner Gattin in Neuenstadt begraben, wo im Chor der Nikolauskirche das schmuckvolle Epitaph des Paars erhalten ist, das die Verstorbenen betend unter dem Kreuz Christi zeigt.

## Familie
Er heiratete 1585 in Mömpelgard Maria von Backha († 1631). Der Ehe entstammten keine Nachkommen.